# Anthems of Isolation
Anthems of Isolation ist eine 2012 gegründete Funeral-Doom-Band.

## Geschichte
Anthems of Isolation wurde als Kooperation des in Mossul lebenden Sängers „Karam Endzeit“ mit dem in Bagdad beheimateten Extreme-Metal-Musiker „Lord Erragal“ im Juli 2012 gegründet. Das Duo war bereits zuvor eine Weile befreundet und in einem Gespräch über das gemeinsame Interesse an Musik wie Death Doom, Funeral Doom und Depressive Black Metal teilte „Karam Endzeit“ seinem Freund mit, dass er einen Text für ein Doom-Metal-Stück geschrieben habe, woraufhin „Lord Erragal“ bereits geschriebene Musik im angedachten Stil einbrachte. Nachdem das Stück beiden gefiel, war sich das Duo einig, als Band fortzufahren. Die Aufnahmen ihres Demos und der nachkommenden EP absolvierten die Musiker getrennt voneinander in Homerecording-Studios mit mäßigem Equipment. Aufnahmetechnik war zur Zeit des Demos im Irak rar und Tontechniker mit Erfahrungen mit Metal-Musik gab es keine. Ihren musikalischen und künstlicherischen Ausdruck beschrieb das Duo als Mischung des eigenen sozialen Hintergrunds als Iraker aus einer muslimisch geprägten Kultur und den musikalischen und sozialen Einflüssen der westlichen Welt in Form der Metal-Szene. Ihr Demo Once… I Lived erschien 2013 über Le Crépuscule du Soir Productions. Im gleichen Jahr folgte die EP Illusions über Cvlminis. Nach der Veröffentlichungen blieb eine Fortführung von Anthems of Isolation vorerst aus. Erst im April 2022 erschien das Album Apocalyptic Portrayals als kooperative Veröffentlichung der Unternehmen Satanath Records und More Hate Productions.

## Stil
Die Musik von Anthems of Isolation fußt auf dem Funeral Doom in seiner traditionellen Form, dem füge das Duo „moderne musikalische Akzente sowie exotische Melodien“ aus ihrer Heimatregion zu. Das Ergebnis dieser Verbindung präsentiere „hypnotisierende, kristallklare Melodien, die sowohl wundersam als auch verstörend“ wirken mit erschütterndem Growling und dem Einsatz einer verzerrten Sprechstimme, welche die „fesselnde und verstörende Wirkung des Albums“ intensiviere. Der Rhythmus wird als stattlich und für das Genre typisch beschrieben. Das Gitarrenspiel hingegen als Kombination von wogenden Akkorden und hohen, spannungsgeladenen Leadspuren.

## Diskografie
- 2013: Once… I Lived (Demo, Le Crépuscule du Soir Productions)
- 2013: Illusions (EP, Cvlminis)
- 2022: Apocalyptic Portrayals (Album, Satanath Records, More Hate Productions)